# Симанов, Максим Владимирович
Симанов Максим Владимирович (18 февраля 1980 года, Горький, СССР) — российский самбист и дзюдоист, чемпион Европы, заслуженный мастер спорта России по самбо, мастер спорта России по дзюдо.  Многократный победитель международных и национальных турниров по самбо.

## Спортивная карьера и достижения

### 2002 год
На IV всероссийском турнире по борьбе самбо памяти Г. К. Шульца, проходившем 22-23 марта в городе Москве, Максим занял первое место в весе до 62 кг.

### 2003 год
Во всероссийском турнире на кубок Александра Невского в чемпионате министерства юстиции по борьбе самбо, который проходил в городе Владимир — Максим Симанов занял первое место в категории до 68 кг.
На V всероссийском турнире по борьбе самбо памяти Г. К. Шульца, проходившем 22-23 марта в городе Москве, Максим занял второе место в весе до 68 кг.

### 2004 год
На VI всероссийском турнире по борьбе самбо памяти Г. К. Шульца, проходившем 22-23 марта в городе Москве, Максим занял первое место в весе до 68 кг.

### 2005 год
В первый день 23-го чемпионата Европы по самбо, проходящего 16 апреля в Москве на Малой спортивной арене «Лужников» — Максим Симанов занял первое место в категории до 62 кг.

### 2007 год
На шестом Международном турнире на призы А. А. Аслаханова, уже в ранге Этапа Кубка мира, Максим Симанов (до 68 кг) получил специальный приз лучшему борцу соревнований — шикарный арбалет «Тарантул», который преподнесла компания «Интерлопер».
17 июня 2007 года на Кубоке Президента Российской Федерации в весовой категории до 68 кг победу одержал Максим Симанов. Его соперник Нодар Мчедлишвили после удачного броска Симанова отказался продолжать поединок из-за травмы ноги.

### 2008 год
На X всероссийском турнире по борьбе самбо памяти Г. К. Шульца, проходившем 22-23 марта в городе Москве, Максим занял второе место в весе до 68 кг.

## Спортивные результаты
- Победитель первенства России среди юношей и юниоров по самбо (1997, 1998, 1999, 2000 год)
- Победитель всемирных юношеских игр по самбо (1998 год)
- Серебряный призёр первенства России по дзюдо среди юниоров (1999 год)
- Серебряный призёр первенства мира среди юниоров по самбо (1999, 2000 год)
- Чемпион мира среди студентов по самбо (2000 год)
- Победитель кубка мира по самбо (2006 год)
- Победитель этапа Кубка мира по самбо (2007 год)
- Кубок России по самбо 1998 года — ;
- Кубок России по самбо 2005 года — ;
- Чемпионат России по самбо 2002 года — ;
- Чемпионат России по самбо 2003 года — ;
- Чемпионат России по самбо 2004 года — ;
- Чемпионат России по самбо 2005 года — ;
- Чемпионат России по самбо 2007 года — ;
- Чемпионат России по самбо 2008 года — ;